# 영국의 대공황
영국의 대공황(영어: Great Depression in the United Kingdom)은 그레이트 슬럼프(Great Slump)로도 알려져 있으며, 1930년대의 국가적인 경기 침체 기간으로, 전 세계적인 대공황에서 기원했다. 이는 영국의 20세기에서 가장 크고 심각한 경제 불황이었다. 대공황은 1929년 후반 미국에서 시작되어 빠르게 전 세계로 확산되었다. 영국은 1920년대 미국, 독일, 캐나다 및 오스트레일리아와 같은 대영 제국 일부 지역에서 나타난 호황을 경험하지 못했기 때문에 그 영향이 덜 심각해 보였다. 영국의 세계 무역량은 절반으로 감소했고(1929~1933년), 중공업 생산량은 3분의 1로 줄었으며, 거의 모든 부문에서 고용 이익이 급락했다. 1932년 여름 최악의 시기에 등록된 실업자 수는 350만 명에 달했으며, 더 많은 사람들이 시간제 고용에 머물렀다. 그러나 동시에 1929년부터 1933년까지 고용은 1929년 고용 지표 대비 94.9%로 약간 감소했으며, 1933년 일찍이 회복이 시작되었다(이 수치는 전국적인 수치이며, 실업률은 이 기간 동안 1929년 지표 대비 두 배로 증가했다). 실질 국민 소득과 임금에서 긍정적인 추세가 계속되었다. 1929년부터 1933년까지 신축 주택은 33% 증가했지만, 이익, 물가, 수출량 및 가치, 수입량 및 가치는 감소했다. 전반적으로 이 모든 지표들이 의회와 사업가들, 그리고 황폐해진 산업 지역에 우려를 안겨주었지만, 특히 런던 주변 지역의 일반 사람들은 큰 어려움을 겪지 않았고 심지어 번영하기도 했다.
경제 문제로 가장 큰 타격을 입은 지역은 특히 북잉글랜드, 스코틀랜드, 북아일랜드 및 웨일스의 산업 및 광업 지역이었다. 1930년대 초 일부 지역에서는 실업률이 70%에 달했고(전국적으로 300만 명 이상 실업), 많은 가족들이 전적으로 실업수당으로 알려진 지방 정부의 지원에 의존했다.

## 배경
1929년부터 1932년까지의 대공황은 영국이 제1차 세계 대전의 여파에서 아직 회복되지 못한 시점에 발생했다. 경제학자 리 오하니언은 1918년에서 1921년 사이에 경제 생산량이 25% 감소했고 대공황이 끝날 때까지 회복되지 않았다고 지적하며, 영국이 1918년부터 20년간의 대공황을 겪었다고 주장했다. 1929년에서 1934년 사이에 영국의 경제 생산량은 다른 세계와 비교하여 완만하게 감소했다.
영국의 수출 무역의 기반을 형성했던 중공업(예: 석탄 채굴, 조선, 강철)은 북잉글랜드, 사우스 웨일스, 북아일랜드, 스코틀랜드 중부 벨트와 같은 특정 지역에 집중되어 있었고, 새로운 산업들은 잉글랜드 남부 및 중부에 집중되어 있었다. 1920년대 영국의 산업 생산량은 전쟁 전 수준의 약 80~100%를 유지했으며, 수출은 약 80% 수준이었다.

## 금본위제
1921년부터 영국은 제1차 세계 대전과 그에 따른 불황에서 서서히 경제 회복을 시작했다. 그러나 1925년 4월, 보수당의 재무장관, 윈스턴 처칠은 잉글랜드 은행의 조언에 따라 파운드 스털링을 전전 환율인 1파운드당 4.86달러로 금본위제로 복귀시켰다. 이로 인해 파운드는 금 가치로 환전 가능해졌지만, 이 수준은 영국 수출품의 세계 시장 가격을 더 비싸게 만들었다. 금 가격은 10~14% 과대평가되어 석탄과 강철의 수출 경쟁력이 떨어졌다. 경제 회복은 즉시 둔화되었다. 높은 환율의 영향을 상쇄하기 위해 수출 산업은 노동자들의 임금을 낮추어 비용을 절감하려 했다.
산업 지역은 1920년대 내내 불황을 겪었다. 이 산업들은 투자나 현대화가 거의 이루어지지 않았다. 1920년대 내내 실업률은 꾸준히 100만 명을 유지했다.

## 경제 위기와 노동당 소수 정부

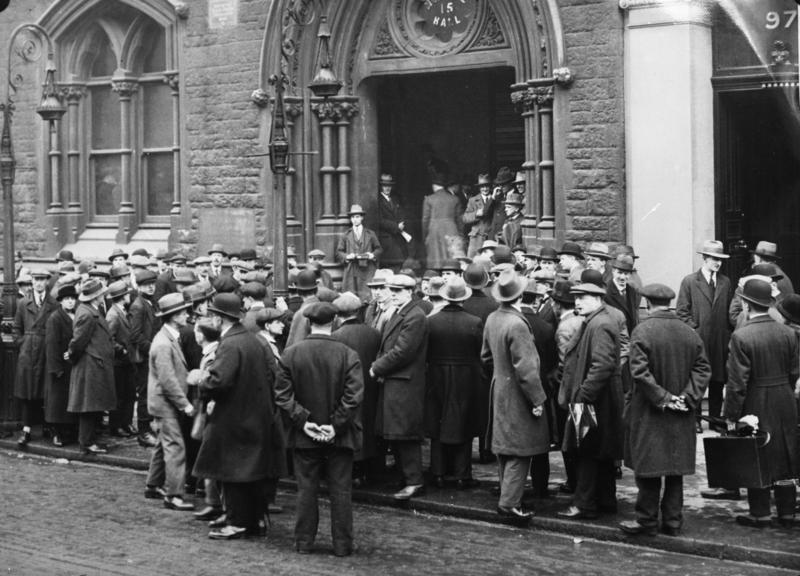
런던의 작업장 앞에서 실업자들이 모여있는 모습, 1930년

1929년 5월, 램지 맥도널드가 이끄는 소수 노동당 정부가 자유당의 지지를 받아 집권했다. 노동당 정부가 집권한 것은 이번이 두 번째였다(1924년에 잠시 집권한 바 있다). 정부 구성원 중 경제에 대한 깊은 지식이나 경제 운영 경험이 있는 사람은 거의 없었다. 맥도널드의 노동당은 경제 사상에서 급진적이지 않았으며, 어떤 대가를 치르더라도 균형 예산을 유지하는 데 중점을 둔 고전파 경제학의 정통에 묶여 있었다.
1929년 10월, 뉴욕 1929년 월스트리트 대폭락은 전 세계적인 대공황의 시작을 알렸다. 불황을 예측하지 못했던 존 메이너드 케인스는 "런던에는 심각한 직접적인 영향이 없을 것이다. 우리는 앞으로의 전망이 분명히 고무적이라고 생각한다"라고 말했다.
시드니 웹과 비어트리스 웹, J. A. 홉슨, G. D. H. 콜과 같은 좌파의 비관론자들은 자본주의의 임박한 죽음에 대해 수년간 경고해 왔던 끔찍한 경고를 되풀이했으며, 이제 훨씬 더 많은 사람들이 주목했다. 1935년부터 좌파 북클럽은 매달 새로운 경고를 제공하고, 대안으로서 소비에트식 사회주의의 신뢰도를 높였다.
이후 미국의 경제 붕괴는 전 세계를 뒤흔들었다. 세계 무역은 위축되었고, 물가는 하락했으며, 미국의 신용 공급이 고갈되면서 정부는 재정 위기에 직면했다. 많은 국가들이 무역장벽과 관세를 세워 위기에 대한 비상 대응책을 채택했는데, 이는 세계 무역을 더욱 방해하여 위기를 악화시켰다. 대영 제국은 제국 관세 선호로 알려진 관세를 낮추었지만, 미국 및 기타 국가에 대해서는 관세를 인상했다.
영국의 산업 지역에 미친 영향은 즉각적이고 파괴적이었다. 영국 제품에 대한 수요가 붕괴되었기 때문이다. 1930년 말까지 실업률은 100만 명에서 250만 명으로 두 배 이상 증가했으며(보험 가입 노동력의 12%에서 20%로), 수출액은 50% 감소했다. 이 기간 동안 고용보험제는 거의 없거나 전혀 없었기 때문에, 이러한 대규모 실업은 영국 인구의 상당수가 빈곤에 시달리게 만들었다. 국민 소득이 감소하면서 정부 수입은 줄어들었고, 실업자 지원 비용은 증가했다. 산업 지역과 탄광 지역이 가장 큰 타격을 입었다. 런던과 잉글랜드 남동부는 덜 영향을 받았다. 1933년에는 글래스고 시민의 30%가 중공업의 심각한 쇠퇴로 인해 실업 상태였다.
자유당 동맹국들과 보수당 야당의 압력에 따라, 노동당 정부는 공공 재정 상태를 검토하기 위한 위원회를 임명했다. 1931년 7월의 메이 보고서는 예산 적자를 피하기 위해 공공 부문 임금 삭감과 공공 지출(특히 실업자에게 지급되는 실업수당("dole"))의 대규모 삭감을 촉구했다. 적자가 위험하며 줄여야 한다는 인식이 있었다. 제안은 부유층에 대한 세금 인상으로 2,400만 파운드를 충당하고, 9,600만 파운드는 절약으로 충당하며, 그 중 6,400만 파운드는 실업 구제에서 나올 것이었다. 이 제안은 노동당 내부와 주요 지지자인 노동조합 사이에서 매우 인기가 없었으며, 이들과 여러 정부 장관들은 그러한 조치를 지지하기를 거부했다. 필립 스노든 재무장관은 예산 적자를 피하기 위해 보고서의 권고 사항을 채택해야 한다고 주장했다.
1930년 1월 각서에서 한 하급 정부 장관인 오즈월드 모즐리는 정부가 은행 및 수출을 통제하고 구매력을 높이기 위해 연금을 인상할 것을 제안했다. 그의 제안이 거부되자 그는 노동당을 떠나 신당을 결성했고, 나중에 영국 파시스트 연합을 결성했다.

## 국민 내각
지출 및 임금 삭감에 대한 논쟁은 노동당 정부를 회복 불가능할 정도로 분열시켰다. 그 결과 발생한 정치적 교착 상태는 투자자들을 놀라게 했고, 자본과 금의 유출은 경제를 더욱 불안정하게 만들었다. 이에 대해 조지 5세 국왕의 독촉을 받은 맥도널드는 보수당과 자유당과 함께 "국민 내각"을 구성하기로 결정했다.
8월 24일, 맥도널드는 장관들의 사표를 제출하고 그의 고위 동료들과 함께 새로운 국민 내각을 구성했다. 맥도널드와 그의 지지자들은 노동당에서 축출되었고 "국민 노동당"이라는 이름을 채택했다. 노동당과 데이비드 로이드 조지가 이끄는 일부 자유당원들은 야당이 되었다. 노동당은 맥도널드를 자신들이 배신으로 간주하는 행위 때문에 "배신자"이자 "쥐새끼"라고 비난했다.
얼마 후, 총선이 실시되었다. 1931년 총선은 보수당의 압승으로 이어졌고, 당시 지도자가 없던 노동당은 의회에서 겨우 46석만을 얻었다. 1931년 총선 이후 국민 내각은 보수당이 지배했지만, 맥도널드는 1935년까지 총리로 재직했다.

### 비상 조치
예산을 균형 잡고 파운드화에 대한 신뢰를 회복하기 위한 노력의 일환으로, 1931년 9월 10일 필립 스노든이 여전히 재무장관으로 있는 가운데, 새로운 국민 내각은 즉시 공공 지출과 임금 삭감을 시행하는 비상 예산을 발표했다. 공공 부문 임금과 실업 수당은 10% 삭감되었고, 소득세는 파운드당 4실링 6펜스에서 5실링으로 인상되었다(22.5%에서 25%로). 그러나 임금 삭감은 순조롭지 않았고, 인버고든 폭동에서 영국 왕립 해군의 비폭력 "반란"으로 이어져 임금 삭감에 항의했다.
이러한 조치들은 디플레이션적이었고 경제 내 구매력을 감소시켜 상황을 악화시켰으며, 1931년 말까지 실업률은 거의 300만 명에 달했다. 이 조치들은 또한 국민 내각이 표면적으로 방어하기 위해 만들어진 금본위제를 방어하는 데 실패했다.
그러나 금의 유출은 계속되었고, 재무부는 마침내 1931년 9월 금본위제를 포기할 수밖에 없었다. 지금까지 정부는 균형 예산과 금본위제를 요구하는 정통적인 정책을 신봉해 왔다. 예측된 재앙 대신, 금에서 벗어나는 것이 큰 이점으로 판명되었다. 즉시 파운드의 환율은 25% 하락하여 1파운드당 4.86달러에서 3.40달러로 떨어졌다. 이제 영국 수출품은 훨씬 더 경쟁력을 갖게 되었고, 이는 점진적인 경제 회복의 기반을 마련했다. 최악의 상황은 지나갔다.
또한 1932년 오타와 협정에 따라 1931년 선거 후 재무장관이 된 네빌 체임벌린은 대영 제국 국가들을 제외한 모든 수입품에 대해 10%의 산업 및 농업 수입 관세를 도입했다. 관세 도입은 자유당의 분열을 야기했고, 이들 중 일부는 필립 스노든과 함께 국민 내각에 대한 지지를 철회했다.

## 불황기 동안
1930년대 영국 경제의 전반적인 상황은 암울했지만, 불황의 영향은 균일하지 않았다. 일부 지역과 일부 산업은 다른 지역보다 상황이 좋았다. 사우스 웨일스 계곡과 같은 일부 지역은 대량 실업과 빈곤을 겪었지만, 홈 카운티의 일부 지역은 그렇지 않았다.
가장 밝은 부분은 주택 건설이었다. 1926년부터 1939년까지 매년 20만 채 이상의 신규 주택이 건설되었고, 1936년에는 36만 5천 채로 정점을 찍었다. 이 시기에 런던과 다른 도시의 많은 교외 지역이 건설되었으며, 브라이튼에는 더 많은 "하이 데코" 주택 건축 양식이 나타난다.

### 남부와 미들랜즈
런던과 잉글랜드 남동부에서는 초기 실업률이 13.5%에 달했지만, 1930년대 후반에는 이 지역들이 번성했다. 금본위제 폐지 이후의 저금리가 교외 주택 건설 붐을 촉진했으며, 런던의 인구 증가가 홈 카운티의 경제를 부양했다.
남부 지역은 또한 주택 및 산업의 대규모 전기화로 번성한 전기 산업과 같은 새로운 발전 산업의 본거지였다. 대량생산 방식은 전기 풍로 및 라디오와 같은 새로운 제품을 중산층의 손이 닿는 곳으로 가져왔고, 이러한 제품을 생산하는 산업들은 번성했다. 1932년에서 1937년 사이에 영국에서 개설된 모든 신규 공장의 거의 절반이 그레이터런던 지역에 있었다.
1930년대에 번성했던 또 다른 산업은 영국의 자동차 산업이었다. 버밍엄, 코번트리, 옥스퍼드와 같이 자동차 산업이 발달한 도시들에게 1930년대는 또한 호황기였다. 오스틴, 모리스, 포드와 같은 제조업체들은 1930년대에 자동차 산업을 지배했고, 영국의 도로 위에 있는 자동차 수는 10년 안에 두 배로 늘어났다. 영국의 농업 또한 1930년대에 번성했다.

### 북부 및 산업 중심지
그러나 북잉글랜드는 상당히 다른 문제였다. 북부는 요크셔와 노팅엄셔주의 탄광 산업, 타인사이드와 위어사이드의 조선 산업, 셰필드의 강철 산업, 랭커셔주의 직물 산업과 같이 수출 지향적인 영국의 전통적인 중공업 대부분의 본거지였다. 북부는 불황의 가장 큰 타격을 입었으며, 1930년대는 이 지역 사람들에게 기억할 만한 가장 어려운 시기였다. 북부가 대공황의 큰 타격을 입은 것은 영국 산업의 구조적 쇠퇴 때문이었다. 석탄, 강철, 조선과 같은 주요 산업은 대륙 경쟁업체에 비해 규모가 작고, 현대적이지 않고 효율적이지 않으며, 인력 과잉이었다.
특히 북동부(선덜랜드, 미들즈브러, 뉴캐슬어폰타인 포함)가 특히 그랬다. 북동부는 조선 산업의 주요 중심지였다. 대공황은 선박 수요의 붕괴를 초래했다. 1929-32년 사이에 선박 생산량은 90% 감소했으며, 이는 다시 강철 및 석탄과 같은 모든 공급 산업에 영향을 미쳤다. 북동부의 일부 도시에서는 실업률이 70%에 달하기도 했다. 가장 큰 타격을 입은 도시 중 하나는 자로로, 실업으로 인해 유명한 자로 행진이 발생했으며, 실업 노동자들이 실업에 항의하기 위해 런던으로 300 mi (480 km)를 행진했다.
섬유 산업의 중심지인 북서부도 큰 타격을 입어 맨체스터와 랭커셔주 같은 곳들이 불황을 겪었다. 탄광 및 강철 산업의 중심지인 사우스 웨일스 계곡도 대공황으로 황폐해져 머서티드빌과 스완지 같은 도시들은 특정 시기에 실업률이 25%를 넘었다. 글래스고의 주요 조선 중심지였던 스코틀랜드 중부의 산업 벨트도 불황으로 큰 타격을 입었다.
이 지역에서는 수백만 명의 실업자와 그 가족들이 빈곤에 시달렸고, 수프 키친에 줄을 서는 것이 일상이 되었다. 1930년대 중반 정부 보고서에 따르면 영국 인구의 약 25%가 생계비로 생활했으며, 종종 괴혈병, 구루병, 결핵과 같은 아동 영양실조 징후를 보였다. 조지 오웰은 그의 저서 위건 부두로 가는 길에서 대공황 시기 북잉글랜드 실업자들의 삶을 다음과 같이 묘사했다. "수백 명의 남자들이 목숨을 걸고, 수백 명의 여자들이 몇 시간 동안 진흙탕을 헤치며... 자기 집을 데울 수 있는 작은 석탄 조각을 석탄 폐기물 더미에서 열렬히 찾아다녔다. 그들에게 이 힘들게 얻은 '공짜' 석탄은 거의 음식보다 더 중요했다."

## 1930년대 복지 국가
1920년대와 1930년대 영국은 많은 산업화된 국가들에 비해 상대적으로 발전된 복지 시스템을 가지고 있었다. 1911년 H. H. 애스퀴스의 자유당 정부는 의무적인 전국 실업 및 건강 보험 제도를 시행했다(참조: 자유당 개혁). 이 제도는 정부, 고용주, 근로자의 기여금으로 재원을 조달했다. 처음에는 특정 직종에만 적용되었지만, 1920년에는 대부분의 육체노동자로 확대되었다.
그러나 이 제도는 필요에 따라가 아니라 기여 수준에 따라 지급되었으며, 15주 동안만 지급 가능했다. 그 이상 실업 상태인 사람은 지방 당국이 지급하는 구빈법 구제금에 의존해야 했다. 사실상, 기여금을 낼 만큼 봉급이 낮았거나 장기 실업 상태였던 수백만 명의 근로자들은 이 제도로 인해 빈곤에 빠졌다. 1930년대의 대량 실업으로 인해 보험 제도의 기여금이 고갈되어 재정 위기가 발생했다.
1931년 8월, 1911년 제도는 완전 정부 자금 지원 고용보험제 시스템으로 대체되었다. 이 시스템은 처음으로 기여 수준이 아니라 필요에 따라 지급되었다. 이 실업 수당은 엄격한 자산 조사를 받았으며, 실업 수당을 신청하는 사람은 숨겨진 수입이나 저축, 미공개 소득원 또는 다른 지원 수단이 없는지 확인하기 위해 정부 공무원의 조사를 받아야 했다. 많은 빈곤층에게 이는 굴욕적인 경험이었고, 많은 반감을 샀다.

## 느린 회복
영국이 금본위제에서 이탈하고 파운드 가치가 하락한 후, 이자율은 6%에서 2%로 인하되었다. 그 결과, 영국 수출품은 금본위제를 유지한 국가들의 제품보다 세계 시장에서 더 경쟁력을 갖게 되었다. 이는 완만한 경제 회복과 1933년 이후 실업률 하락으로 이어졌다. 수출은 여전히 대공황 이전 수준의 일부에 불과했지만, 약간 회복되었다.
실업률은 1934년에 완만한 하락을 시작하여 1935년과 1936년에 더 떨어졌지만, 고용 수준 증가는 주로 남부에서 발생했다. 남부에서는 낮은 이자율이 주택 건설 붐을 촉진했고, 이는 다시 국내 산업 회복을 부추겼다. 북부와 웨일스는 10년 대부분 동안 심각한 불황에 시달렸다. 심각한 불황 지역에서 정부는 도로 건설, 조선소 대출, 강철 수입 관세 부과 등 성장을 촉진하고 실업률을 줄이기 위한 여러 정책을 시행했다. 이러한 정책들은 도움이 되었지만, 실업률에 큰 영향을 미칠 만큼 충분히 큰 규모는 아니었다.

## 재무장과 회복
영국의 부채가 국내 GDP의 180%에 달했기 때문에 경제 회복은 어려웠다. 영국은 다른 선진국들보다 더 빨리 회복할 수 있었는데, 이는 영국의 경제 성장이 한동안 정체되어 있었기 때문이다. 이는 미국처럼 기하급수적인 성장을 하지 않았음을 의미하며, 따라서 하락할 여지가 적었다. 1931년 금본위제 폐기로 영국은 이자율을 인하할 수 있었고, 이는 실질 이자율의 하락으로 이어졌다. 이러한 이자율 하락은 이후 영국 남부의 건설 붐을 일으켰고, 일부 경제 성장을 다시 촉진했다. 또한, 정부는 영국 내에서 상품과 서비스에 돈을 지출하기 시작했으며, 이는 재정 회복의 기반을 다지는 데 도움이 되었다.
1936년부터 국민 내각은 나치 독일의 부상에 맞서 대규모 재무장 정책을 따랐다. 1937년까지 실업률은 150만 명으로 떨어졌지만, 1938년 1월에는 1,810,000명으로 다시 증가하여 회복이 단명할 것임을 시사했다.

## 대공황의 결과
1945년 제2차 세계 대전이 끝날 무렵, 대다수의 영국 국민, 특히 노동계급과 전역 군인 및 여성들은 심한 불만을 가졌다. 그들은 1930년대의 어려움의 원인으로 지목한 전전 보수당의 경제 정책으로의 회귀를 거부했다. 그들은 광범위한 사회 변화를 요구했다. 1945년 총선에서 대부분의 관찰자들의 예상과 달리, 윈스턴 처칠이 이끄는 보수당은 클레멘트 애틀리가 이끄는 노동당에게 패배했다.
노동당 정부는 전전 기반을 바탕으로 포괄적인 '요람에서 무덤까지'의 복지국가를 건설했고, 세금으로 운영되는 국민 보건 서비스를 설립하여 이전의 세금 운영 시스템처럼 지불 능력보다는 필요에 따라 치료를 제공했다. 노동당 정부는 또한 케인스주의 경제 정책을 시행하여 완전 고용으로 이어지는 인위적인 경제 수요를 창출했다. 이러한 정책들은 "전후 합의"로 알려지게 되었고, 여러 시기에 걸쳐 모든 주요 정당들이 받아들였다.
강철 산업에 대한 국가의 개입에 대해 주목할 만한 이견이 있었다. 한 정부에서는 국영이었지만, 다음 보수당 정부에서는 민영화되었다가, 그 다음 노동당 정부에서는 다시 국유화되었다. 대체로 전후 합의는 1970년대 후반까지 지속되었다. 1970년대 내내, 1973년 오일 쇼크, 높은 인플레이션, 산업 불안정, 파운드 평가 절하와 같은 경제 위기의 결과로 급진적인 변화가 필요하다는 것이 모든 측면에서 분명해졌다.

## 역사적 평가
1930년대의 사건들과 노동당 및 국민 내각 정부의 불황에 대한 대응은 많은 역사적 논란을 불러일으켰다.
제2차 세계 대전 직후 수십 년 동안, 대부분의 역사적 견해는 그 시기의 정부에 대해 비판적이었다. 로버트 스키델스키는 그의 저서 "정치인들과 불황(Politicians and the Slump)"에서 특정 역사가들은 노동당 및 국민 내각 정부의 정통 정책을 데이비드 로이드 조지와 오즈월드 모즐리가 옹호한 더 급진적인 초기 케인스주의적 조치들과 다른 경제권의 더 개입주의적이고 케인스주의적 대응들과 불리하게 비교했다: 미국의 프랭클린 루스벨트의 뉴딜, 뉴질랜드의 노동당 정부, 스웨덴의 사회민주당 정부. 1970년대 이후 이러한 견해는 덜 일률적으로 적대적이게 되었다. 스키델스키는 1994년판 서문에서 최근의 통화 위기와 자본도피 경험을 고려할 때 노동 비용을 절감하고 통화 가치를 방어함으로써 안정을 이루려 했던 정치인들을 그렇게 비판하기 어렵다고 주장한다.

## 같이 보기
- 대공황
- 전간기 영국

### 내용주
1. 1 2  H. W. Richardson, "The Economic Significance of the Depression in Britain," Journal of Contemporary History (1970) 4#4 pp. 3–19 in JSTOR
2. ↑  “The Great Depression”. 《www.bl.uk》. 2022년 4월 28일에 확인함.
3. ↑  Cole, Harold L. and Lee E. Ohanian, "The Great U.K. Depression: a Puzzle and a Possible Resolution" in Kehoe, Prescott (2007)
4. 1 2  Constantine, Stephen (1980). 《Unemployment in Britain Between the Wars》. 롱맨. ISBN 0-582-35232-0.
5. ↑  Robert Skidelsky (1967). 《Politicians and the Slump: The Labour Government of 1929–33》.
6. ↑  Richard Overy (2010). 《The Twilight Years: The Paradox of Britain Between the Wars》. 펭귄 북스. 96쪽. ISBN 9781101498347.
7. ↑  Overy, Twilight Years, ch 2
8. ↑  Stuart Samuels (1966). 《The Left Book Club》. 《Journal of Contemporary History》 1. 65–86쪽. JSTOR 259923.
9. ↑  Douglas Irwin (2011). 《Peddling Protectionism: Smoot-Hawley and the Great Depression》. 프린스턴 대학교 출판부. 178쪽. ISBN 9781400838394.
10. ↑  A.J.P. Taylor, English History (1965) p 288
11. ↑  Taxes raised in the Finance (No. 2) Bill, passed into law in October. See copy of the bill in The Times, 19 September 1931
12. 1 2 3 4  콘스탄틴, 스티븐 (1983) Social Conditions in Britain 1918–1939 ISBN 0-416-36010-6
13. ↑  Peter Dewey, War and progress: Britain 1914–1945 (1997) 224-32
14. ↑  Diane B. Kunz, The battle for Britain's gold standard in 1931 (1987).
15. ↑  B. R. Mitchell and Phyllis Deane, Abstract of British Historical Statistics (1962) p 239
16. ↑  rgu.ac.uk 보관됨 20 7월 2007 - 웨이백 머신
17. ↑  Pettinger, T. “The UK economy in the 1930s”. 《Economics Helps》. 2015년 4월 21일에 확인함.
18. ↑  Paul Addison, The road to 1945: British politics and the Second World War (1977) p. 267 online

## 추가 문헌
- Aldcroft, D. H. The British Economy. Volume 1: The Years of Turmoil, 1920–1951 (Wheatsheaf 1986)
- Booth, A. and Pack, M. Employment, Capital and Economic Policy in Great Britain 1918–1939 (Blackwell, 1985)
- Broadberry S. N. The British Economy between the Wars (Basil Blackwell 1986)
- Buxton, N. K. and Aldcroft, D. H. British Industry between the Wars: Instability and Industrial Development, 1919–1939, (Scholar Press, 1979)
- Carter, E. H. History of Britain. Volume VII, Liberal England, World War and slump, 1901–1939 (2011) online
- Crowther, A, British Social Policy, 1914–1939 (1988).
- Field, Geoffrey G. Blood, Sweat, and Toil: Remaking the British Working Class, 1939–1945 (Oxford University Press, 2011).
- Floud, Roderick, and Donald McCloskey, eds. The Economic History of Britain since 1700 Cambridge University Press. (1991)
- Garraty, John A., The Great Depression: An Inquiry into the causes, course, and Consequences of the Worldwide Depression of the Nineteen-Thirties, as Seen by Contemporaries and in Light of History (1986) online
- Gardiner, Juliet. The Thirties: An Intimate History (2011) popular cultural history excerpt and text search
- Kehoe, Timothy J. and Edward C. Prescott. Great Depressions of the Twentieth Century (2007)
- Mowat, Charles Loch. Britain Between the Wars, 1918–1940 (1955), 690pp; thorough scholarly coverage; emphasis on politics; online
- Richardson H. W. Economic Recovery in Britain 1932–39, Weidenfeld & Nicolson, 1967.
- Richardson H. W. "The basis of economic recovery in the 1930s: a review and a new interpretation", Economic History Review (1962) 15#2 pp. 344–363 in JSTOR
- Römer, Matthias (2024). "Financial crisis of 1931? British banking stability and the role of open‐market operations". The Economic History Review.
- Smart, Nick. National Government 1931–40 (1999) MacMillan Press Ltd
- Stevenson, J. and C. Cook, The Slump (1977).
- Thorpe, A. Britain in the 1930s (Blackwell 1992)